# Rämmens landskommun
Rämmens landskommun var en tidigare kommun i Värmlands län.

## Administrativ historik
När 1862 års kommunalförordningar trädde i kraft inrättades i Rämmens socken i Färnebo härad i Värmland då denna kommun.
I kommunen inrättades 22 februari 1946 Lesjöfors municipalsamhälle som upplöstes 31 december 1966. 
Vid kommunreformen 1952 kvarstod kommunen oförändrad.
År 1971 uppgick den i Filipstads kommun.

### Kyrklig tillhörighet
I kyrkligt hänseende tillhörde kommunen Rämmens församling.

## Geografi
Rämmens landskommun omfattade den 1 januari 1952 en areal av 312,03 km², varav 289,91 km² land.

### Tätorter i kommunen 1960
I Rämmens kommun fanns tätorten Lesjöfors, som hade 2 144 invånare den 1 november 1960. Tätortsgraden i kommunen var då 70,5 procent.

## Politik

### Mandatfördelning i valen 1938-1966
| 18 | 2 | 3 |

| 21 |

| 2 | 18 | 3 |

| 22 |

| 6 | 16 | 1 |

| 22 |

| 21 | 2 |

| 20 |

| 19 | 4 |

| 20 |

| 19 | 4 |

| 20 |

| 19 | 3 | 1 |

| 21 |

| 17 | 2 | 3 | 1 |

| 20 |